# 후타쓰이리역
후타쓰이리역(일본어: 二ツ杁駅)은 일본 아이치현 기요스시에 위치한 나고야 철도 나고야 본선의 철도역이다. 역 번호는 NH 40이며, 섬식 승강장 2면 4선의 구조를 갖춘 지상역이다.

## 타는 곳
| 남측 대피선 | ■ 나고야 본선 | 하행 | 스카구치 · 이치노미야 · 기후 · 쓰시마 · 사야 방면      |
| 북측 대피선 | ■ 나고야 본선 | 상행 | 나고야 · 히가시오카자키 · 도요카와이나리 · 니시오 방면 |

## 이용 현황
- 2013년 기준 : 2,708명

## 역 주변
- JR 도카이 도카이도 본선 · 도카이 교통 사업 조호쿠 선 비와지마역
- 미쓰비시 중공업 에어컨 제작소

## 인접 역
| 나고야 철도 나고야 본선          | 나고야 철도 나고야 본선  | 나고야 철도 나고야 본선            |
| -------------------------------- | ------------------------ | ---------------------------------- |
| NH 37 사코 도요하시 방면         | ■ 급행 (일부) · ■ 준특급 | 스카구치 NH 42 메이테쓰기후 방면   |
| NH 39 니시비와지마 도요하시 방면 | ■ 보통                   | 신카와바시 NH 41 메이테쓰기후 방면 |